# Клиффорд, Люси
Люси Клиффорд (англ. Lucy Clifford), урождённая Лэйн (англ. Lane), чаще подписывавшаяся именем мужа (англ. Mrs W K Clifford) (1846—1929) — английская писательница, супруга знаменитого британского математика и философа Уильяма Кингдона Клиффорда.

## Биография и творчество
Люси Лэйн родилась в Лондоне в 1846 году в семье Джона Лэйна с Барбадоса. В 1875 году она была начинающей писательницей, когда вышла замуж за Уильяма Кингдона Клиффорда. В браке родилось двое детей. Люси овдовела в 1879 году. После смерти мужа она продолжила активно заниматься литературой и снискала определённую известность сначала как писательница, а позднее и как драматург. Она вращалась в английских литературных кругах, среди её друзей были именитые писатели и поэты, в частности, Генри Джеймс. По заверению биографа супругов Клиффордов, Генри Джеймс был влюблён в Люси, в переписке обращался к ней не иначе как любимая, а после своей смерти оставил ей наследство.
Она автор многих романов и пьес, из которых наиболее известными считаются «Преступление миссис Кейт» (англ. «Mrs. Keith’s Crime», 1885) и «Тётя Энн» (англ. «Aunt Anne», 1893). В наследии Клиффорд выделяется также сборник рассказов для детей «The Anyhow Stories, Moral and Otherwise» (1882). Два произведения Люси Клиффорд легли в основу сценариев к кинофильмам: «The Likeness of the Night»IMDb и «Eve's Lover»IMDb.
Люси Клиффорд умерла в 1929 году и была похоронена в Лондоне на Хайгейтском кладбище рядом с мужем. Одна из дочерей писательницы, Этель Клиффорд (англ. Ethel Clifford; в замужестве Леди Этель Дилк (англ. Lady Eithel Dilke)) была поэтессой и регулярно публиковалась (поэтические сборники «Songs of dreams», «Love's Journey» и «Mommies are for loving»).